# Chiesa di San Pietro (Rostock)
La chiesa di San Pietro (in tedesco: Petrikirche) è un luogo di culto evangelico di Rostock, nel Meclemburgo-Pomerania Anteriore. Già esistente nel XIII secolo, è la più antica chiesa della città anseatica.

## Storia e descrizione

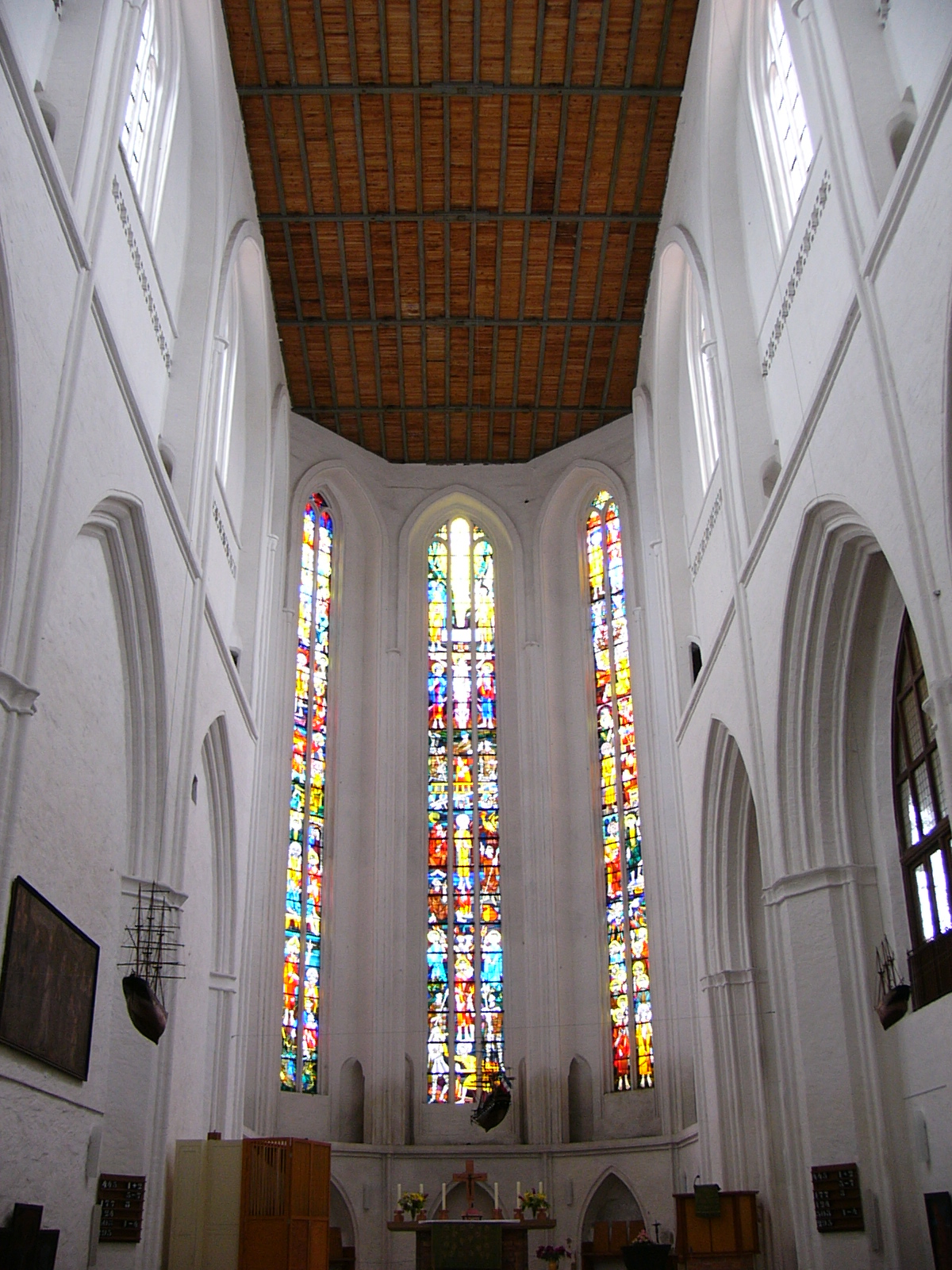
Veduta dell'interno.

La prima citazione della chiesa di San Pietro risale ad un documento del 1252, dato che la rende la più antica tra le chiese tuttora esistenti di Rostock. Tra il 1312 ed il 1351 fu costruito l'attuale edificio a tre navate, mentre nel secolo successivo fu eretta la caratteristica guglia, distrutta nel 1543 da un fulmine. Ricostruita nel 1577 con un'altezza di 117 m, la chiesa divenne un punto di riferimento per i navigatori così come per gli abitanti della città. Ciò nonostante la guglia risulterà danneggiata dai fulmini ancora nel 1581, 1610, 1652, 1709 e 1718. A causa dei continui danneggiamenti dovuti agli agenti atmosferici, nel 1902 la chiesa fu sottoposta ad un importante restauro. Tra il 26-27 aprile 1942 l'edificio fu duramente colpito dai bombardamenti inglesi: in particolare andarono distrutte due delle tre navate e la guglia.
Tra il 1954 ed il 1967 le navate distrutte furono recuperate e la chiesa parzialmente riaperta al culto. La guglia invece venne ricostruita solamente tra il 1992 ed il 1995.